# سيونى
السيونى (الاسم العلمي: Cyanophora) هي جنس من الطحالب الزرقاء يتبع فصيلة السيونات من رتبة السيونيات.

## أنواع السيونى
- سيونى ثنائية الفصوص
- سيونى مستدقة الطرف
- سيونى كوغرنسية
- سيونى متناقضة
- سيونى سودا
- سيونى رباعية